# دافيندا (سيتا)
دافيندا (بالروسية: Давенда) هي مدينة في مقاطعة زابايكالسكي كراي في روسيا.
يبلغ عدد سكانها حوالي 862   نسمة.